# Холепатии
Холепатии (холангиопатии) — обобщённый термин, включающий в себя все заболевания желчевыводящих путей. В настоящее время такие заболевания жёлчных путей классифицируются как: иммуноопосредованные; инфекционные; генетически обусловленные; ишемические; лекарственно или токсин-индуцированные. 
Вариантами холепатий (холангиопатий) могут быть такие заболевания, как:
- Аномалии желчевыводящей системы
- Функциональные (дискинезия желчевыводящих путей)
- Воспалительные холепатии (холецистит, холангит)
- Дисметаболические холепатии (в том числе жёлчнокаменная болезнь)
- Паразитарные (описторхоз, фасциолёз, клонорхоз)
- Опухоли желчевыводящих путей
- Травматические

Следует отметить, что выделение в отдельную группу паразитарных холепатий носит традиционный характер, но по сути они являются воспалительными.
Холепатии тесно связаны между собой: аномалии и/или вегетативные дисфункции приводят к дискинезиям, а дискинезии ведут к дисхолии, билиарному сладжу. Дисхолия приводит к холелитиазу, и на его фоне возникает воспаление.